# Chorda tympani

Ausschnitt aus dem Mittel- und Innenohr.
1 – Nervus vestibularis
2 – Nervus cochlearis
3 – Nervus facialis
4 – Ganglion geniculi
5 – Chorda tympani
6 – Cochlea
7 – Bogengänge
8 – Malleus
9 – Trommelfell
10 – Eustachi-Röhre

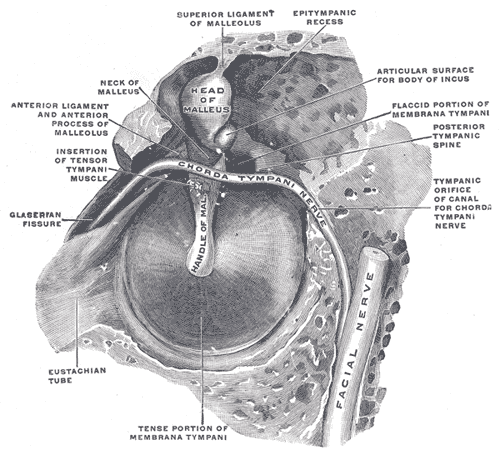
Chorda tympani – Innenansicht der rechten Paukenhöhle vom Zentrum nach außen mit engl. Beschriftung:
Groß im Hintergrund das Trommelfell mit angewachsenem Hammergriff (im Bild HANDLE OF MAL.). Der Amboss ist der Übersichtlichkeit halber entfernt. Die Chorda tympani (im Bild CHORDA TYMPANI NERVE) kreuzt den Hammer zwischen Hammergriff und Hammerkopf (im Bild HEAD OF MALLEUS) und verläuft hier offen, wie eine Saite, in der luftgefüllten Paukenhöhle. Rechts im Bild der Abzweig der Chorda tympani vom Nervus facialis (im Bild FACIAL NERVE). Die Fasern der Chorda tympani verlaufen vom Abzweig gemeinsam mit den anderen Fasern des Nervus facialis nach oben (im Bild angeschnitten) zum Ganglion geniculi. Links der weitere Verlauf durch die Fissura petrotympanica (im Bild
GLASERIAN FISSURE) ins Innervationsgebiet des Unterkiefers.

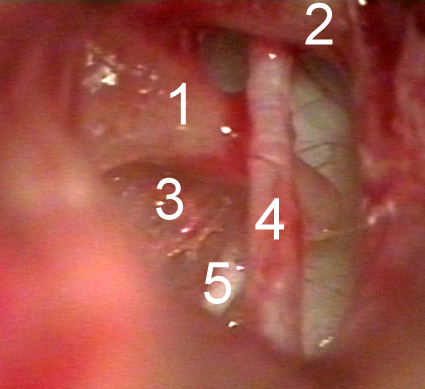
Einblick in das Mittelohr bei operativer Eröffnung des Trommelfells, im Vordergrund die Chorda tympani (4)

Die Chorda tympani („Paukensaite“) ist ein Ast des siebten Hirnnervs, des Nervus facialis. Sie besitzt sensorische und parasympathische Fasern.
Die Chorda tympani trennt sich im Fazialiskanal vom Nervus facialis und zieht durch das Mittelohr. Sie ist manchmal durch das Trommelfell bei der Untersuchung mit einem Otoskop als zarter Strang sichtbar, was zu ihrer Benennung führte. Sie verlässt die Felsenbeinpyramide durch die Fissura petrotympanica (Glasersche Spalte) oder auch durch die Fissura sphenopetrosa, durch die auch die Arteria tympanica anterior verläuft. Anschließend lagert sie sich dem Nervus lingualis – einem Ast des Nervus mandibularis des Nervus trigeminus – an und nutzt diesen als Leitungsstruktur. Über diese Fasern werden afferente und efferente Informationen geleitet:
- Die parasympathischen Fasern regen die Sekretion der unteren Speicheldrüsen (Unterkiefer- und Unterzungendrüse) sowie der Zungendrüsen an. Diese Fasern werden vor dem Eintritt in ihre Zielorgane im Ganglion submandibulare auf postganglionäre Fasern umgeschaltet.
- Die Chorda tympani leitet sensorische Geschmacksreize aus den vorderen zwei Dritteln der Zunge.

Eine einseitige Schädigung der Chorda tympani führt zum Verlust des Geschmackssinnes der gleichen Seite der vorderen Zungenhälfte, eine beidseitige Schädigung zum Verlust des Geschmackssinnes der vorderen Zungenhälfte. Eine Ageusie ist nicht die Folge, da das hintere Drittel der Zunge sensorisch vom Nervus glossopharyngeus versorgt wird.